# Florestano de Larderel
Florestano de Larderel, comte de Montecerboli (né le 6 avril 1848 à Livourne et mort le 25 janvier 1925  dans la même ville) est un homme politique italien de la fin du XIXe et du début du XXe siècle.

## Biographie
Fils de Federigo de Larderel, Florestano de Larderel devient membre de la députation provinciale de Livourne en 1876 et président du Conseil provincial de Livourne en 1891.
Il devient membre du sénat du royaume d'Italie en 1901.